# Дюбюа, Пьер Луи
Пьер Луи Жорж Дюбюа (Дю Бюа) (фр. Pierre Louis du Buat; 23 апреля 1734, Тортизамбер, Нижняя Нормандия — 17 октября 1809, Вьё-Конде, Нор — Па-де-Кале) — французский военный инженер—гидравлик, физик, один из создателей гидромеханики.

## Биография
В 1750 году окончил Королевскую инженерную школу в Мезьере. Учился у Шарля Боссю.
Бо́льшую часть своей карьеры провёл на севере Франции в департаменте Нор. Занимался сооружением канала Дюнкерк-Шельда.
С 1761 по 1791 г. служил военным инженером, строителем фортификационных укреплений. Работал над модернизацией цитаделей Конде-сюр-л’Эско и Валансьена (1775—1780).

## Научная деятельность
Занимался научными исследованиями в области экспериментальной гидромеханики.
Определил и представил формулу силы, вызывающей движение жидкости, так называемую, формулу Дюбюа для расчёта расхода жидкостей в трубах и открытых каналах.
Его именем назван в 1779 году, так называемый парадокс Дюбюа, состоящий в том, что сопротивление тела, движущегося в неподвижной жидкости, может отличаться от сопротивления неподвижного тела, движущегося в потоке жидкости той же скорости. Различие в сопротивлениях находится в кажущемся противоречии с принципом относительности Галилея.
В своих трудах представил множество экспериментальных данных, благодаря которым определил основное алгебраическое выражение движения жидкости.
Результаты его исследований имели практическое применение при проектировании гидравлических работ и сильно повлияли на развитие экспериментальной гидравлики в XVIII-м и XIX-м веках.